# Đồng Groschen Praha
Đồng Groschen Praha (tiếng Séc: Pražský Groš, tiếng Latinh: Rossi Pragenses, tiếng Đức: Prager Groschen, tiếng Ba Lan: Grosz Praski) là một đồng bạc được phát hành dưới thời vua Václav II của Bohemia, từ năm 1300, tại Vương quốc Bohemia và trở nên phổ biến khắp Trung Âu vào thời Trung Cổ.

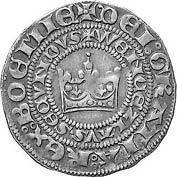
Mặt ngửa của đồng Groschen Praha

## Đặc điểm

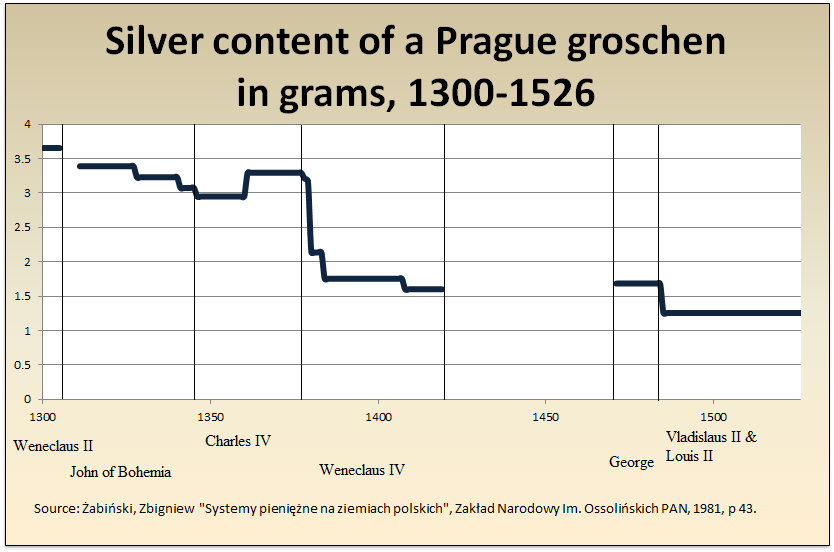
Hàm lượng bạc trong đồng Groschen Praha được tính bằng gam trong giai đoạn vẫn còn sản xuất (1300–1526)

Trên mặt ngửa của đồng Groschen Praha là dòng chữ huyền thoại DEI GRATIA REX BOEMIE (tạm dịch: Vua xứ Bohemia nương nhờ ơn Chúa) và trên mặt sấp là dòng chữ GROSSI PRAGENSES (tạm dịch: Đồng Groschen Praha). Trọng lượng của đồng xu dao động vào khoảng 3,5 đến 3,7 gam với tỷ lệ độ mịn của bạc là 933/1000. Đồng Groschen Praha có tổng cộng 12 loại mệnh giá còn gọi là đồng tiền nhỏ parvus với hình phù hiệu sư tử của xứ Bohemia.

## Lịch sử
Việc đúc đồng Groschen Praha bắt đầu vào khoảng năm 1300 sau khi các mỏ bạc ở Kutná Hora được phát hiện dưới thời vua Václav II của Bohemia. Khi cho ra đời đồng Groschen Praha, vua Václav II của Bohemia cũng đã cho mời vị luật sư người Ý, Gozzius xứ Orvieto, để cùng tạo bộ luật khai thác mỏ bạc Ius regale montanorum, từ đó cải tổ lại phần nào hệ thống tiền tệ của đất nước. Do lượng bạc được sử dụng trong đồng Groschen Praha rất lớn nên đồng tiền này dần trở thành một trong những đồng Groschen phổ biến nhất ở Châu Âu vào thời Trung Cổ.

Sau này, ở Jáchymov (Joachimsthal) lại có thêm những mỏ bạc mới, nên đồng Thaler, ở Bohemia còn gọi là đồng tolar, đã được đưa vào sử dụng. Đến năm 1547, dưới thời vua Ferdinand I của Thánh chế La Mã thì đồng Groschen Praha đã ngừng sản xuất. 

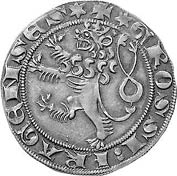
Mặt úp của đồng Groschen Praha

## Từ nguyên
Đồng Groschen Praha được lấy cảm hứng từ Pháp, nơi đồng bạc Groschen đã được dùng từ năm 1266, để thay thế cho đồng tiền cũ gọi là denar.